# Église Notre-Dame de Foy
Ne doit pas être confondu avec Église Notre-Dame de Sainte-Foy-la-Grande ou Chapelle Notre-Dame-de-Foy de Loupoigne.
L’église Notre-Dame de Foy est un édifice religieux catholique sis au centre du village de Foy-Notre-Dame, à six kilomètres à l’est de la ville de Dinant en Belgique Sanctuaire marial datant du XVIIe siècle. l'église, construite en 1623, est de style baroque mosan. Elle possède un remarquable plafond de 145 caissons avec peintures sur bois de chêne des 'mystères mariaux', des saints et docteurs de l’Église. Le bâtiment, reconnu comme de grande valeur archéologique par la Commission royale des monuments et des sites depuis 1898, est classé au patrimoine immobilier classé de la Région wallonne.
L'édifice, fait à partir de matériaux locaux (calcaire de Meuse, marbre de Rance, brique, chêne), constitue un parfait exemple du savoir-faire des artisans belges de l'époque.

## Histoire

### Découverte de la statue de la Vierge
En 1609 Gilles, un bûcheron de Wanlin, et Innocent Delimoir qui l'accompagne, en débitant un énorme chêne qu’ils venaient d’abattre y découvrent une petite statue de la Vierge Marie. Faite de terre cuite, elle est entourée de quelques pierres et de cheveux. Gilles et Innocent crient au miracle. L’histoire se répand dans les environs, et très rapidement un culte spontané se développe. 

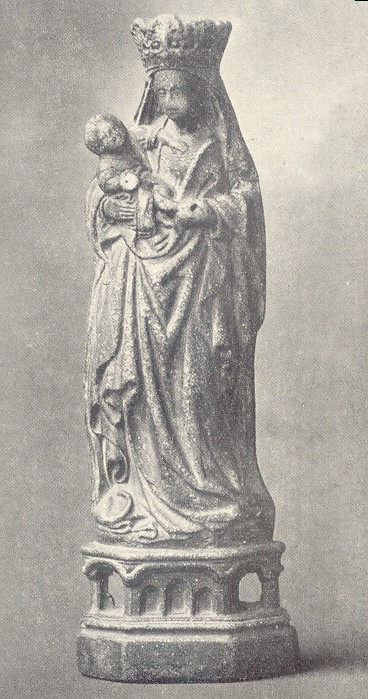
La statue de Notre-Dame-de-Foy

En fait le chêne se trouvait au bord d’un chemin emprunté par les pèlerins se rendant à Saint-Hubert. Quelque deux siècles avant la découverte de 1609, l’un d’eux déposa dans le creux de l’arbre une statuette de la Vierge Marie. Au fil des ans l’écorce de l’arbre se referma sur elle et, le chemin étant de moins en moins fréquenté, l’existence de la statuette fut oubliée.
La statue est d’abord replacée dans un autre chêne, mais le baron de Celles, ayant constaté qu'on avait tenté de la voler, la porte dans son oratoire du château de Vêves (baronnie de Celles). Les visiteurs et pèlerins commencent à affluer. 
Un premier miracle a lieu en 1616 : à la suite de l’intercession de la Vierge Marie un vieillard est guéri d’une hernie aussi douloureuse que débilitante. L’enquête canonique prescrite par l’évêque de Liège, Ferdinand de Bavière, est positive dans ses conclusions.

### Construction
En 1618 l’affluence de pèlerins — et la publicité donnée au lieu par la visite des archiducs Albert et Isabelle en 1619 — conduisent à la construction d’une chapelle plus grande.
Les travaux commencent en 1622. Les plans son élaborés par les frères, Michel et Jaspard Stilmant avec l'aide de Guillaume Goblet. Cependant au XIXe siècle, les historiens attribuent ce travail à B. Flémalle et à un inconnu Bartholomé.
L’église est consacrée le 8 septembre 1624 par le Révérendissime suffragant de Liège qui, en ce jour de commémoration de la naissance de la Vierge, remplace le Prince Évêque de Liège, Ferdinand de Bavière. À cette époque, seul le gros œuvre est achevé. Le plafond à caissons, quant à lui, est achevé une dizaine d'années après grâce aux dons des pèlerins. L'église reçoit, entre autres dons, un retable d’autel offert par les archiducs.
Le prince-évêque de Liège nomme un administrateur pour ce qui est devenu un sanctuaire marial : c’est le chanoine prémontré Jean Noizet, de l’abbaye Notre-Dame de Leffe.  Des locaux sont construits pour recevoir les pèlerins et Foy est érigée en paroisse (avec le village voisin de Boisseilles). Un petit bourg se développe, mais ne sera jamais plus grand qu’il n’est aujourd’hui. 
Durant tout le XVIIe siècle, le sanctuaire a une renommée extraordinaire. Des pèlerins arrivent en grand nombre. La vénération de Notre-Dame de Foy se répand hors du pays, propagée en particulier par les missionnaires partis outre-mer. Un trésor s’accumule à Foy, fait d’objets liturgiques en métal précieux offerts par les pèlerins. Ce qui ne manque pas de susciter des convoitises. 
Les guerres du siècle n’épargnent pas le sanctuaire : à plusieurs reprises, l’église est vandalisée et la statuette doit être cachée à Dinant. En 1696, l’église est mise à sac par les confédérés hollandais. Les articles religieux sont volés ou vendus. Le sanctuaire ne se relève pas facilement. De plus, au XVIIIe siècle, les mentalités ayant évolué les pèlerinages sont moins nombreux. Le déclin amorcé par la mise à sac de 1696 s’accentue durant tout le XVIIIe siècle.

### Modifications

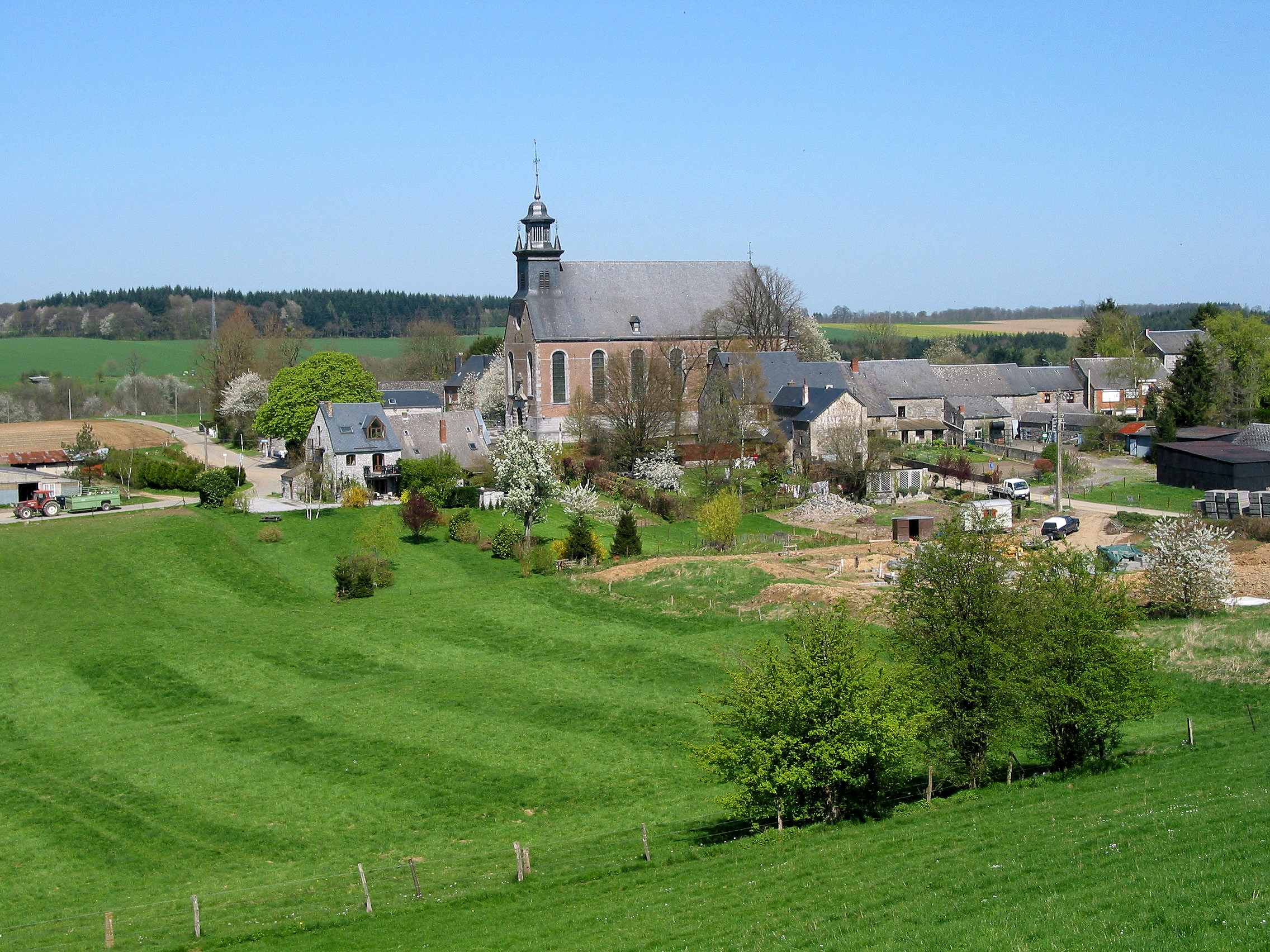
L’église Notre-Dame de Foy à Foy-Notre-Dame.

Lorsque les abbés Félix Fries — curé de Foy-Notre-Dame de 1892 à 1906 — et Charles Petitjean s’y intéressent, l’église est dans un piteux état et menace ruine. Les recherches historiques de Fries contribuent à attirer l’attention des autorités civiles sur la grande valeur historique et artistique de l’église. Elle est classée en 1898, et sa restauration commence immédiatement.
Les travaux de la première grande rénovation s’échelonnent de 1898 à 1910 et sont dirigés par l’architecte Auguste Van Assche. Bien que la Commission tienne absolument à préserver l’authenticité de l’édifice, ce dernier va faire de profondes modifications autant intérieures qu'extérieures. Il dote la façade d’un portail de style Louis XIII. Il prolonge vers le bas les deux fenêtres de la façade principale ainsi que les deux premières baies des deux côtés du bâtiment. Certaines parties en pierre sont rénovées. Il dote la toiture de cinq lucarnes. C’est à cette époque également que les caissons en chêne du plafond sont renouvelés et remplacés par des caissons en chêne de couleur naturelle qui tranchent nettement avec la « splendeur des peintures ». Sur les anciens caissons replacés à cette époque (1908-1909), la Commission garde des informations précises sur leur aspect et leurs caractéristiques principales qui seront utilisées lors de travaux ultérieurs (1937). Sur ceux-ci, il y a des traces d’anciens motifs sculptés, de clous qui devait les fixer, de vermillon autour de la peinture et d’un encadrement doré à la base. Le second grand chantier est entrepris pour réparer les dégâts de guerre (impacts de balle sur les murs et au niveau de la toiture et dégâts dus à un obus sur la façade sud-est).
Les pèlerinages reprennent, avec l’appui de l’évêque de Namur. Comme nouveau départ, Mgr Heylen y organise le couronnement de Notre-Dame de Foy le 8 septembre 1909 : 10 000 pèlerins sont présents. À l’occasion des 25 ans de règne du Roi Albert Ier, une grande célébration a lieu en 1934 en sa présence. 30 000 personnes, dont le cardinal Van Roey, assistent aux défilés et cérémonies religieuses. Vingt-deux statuettes provenant de paroisses de par le monde également consacrées à Notre-Dame de Foy y sont exposées.

## Description de l'état primitif

### Plan
Le plan de l’édifice est de type « chapelle ». Le volume est unique à partir des arcades. Les espaces entre celles-ci sont condamnés par des murs qui forment ainsi une sorte de narthex entre le portail et la nef. L’aspect primitif de ce « narthex » est hypothétique. Il est soit ouvert soit fermé par rapport au corps central de la chapelle. Ce dernier est composé d’une nef et d’un chœur à cinq pans. L’édifice est orienté selon l’axe nord-ouest à sud-est. Les dimensions de la Chapelle sont singulières : près de 40 mètres de long et 11,5 mètres de large. Les points d’accès à l’intérieur de la chapelle de l’époque sont probablement au nombre de deux : un portail du côté de la façade nord-ouest et une porte du côté de la façade nord-est. Un escalier intérieur est présent dans le coin nord-ouest près du portail.

### Extérieur

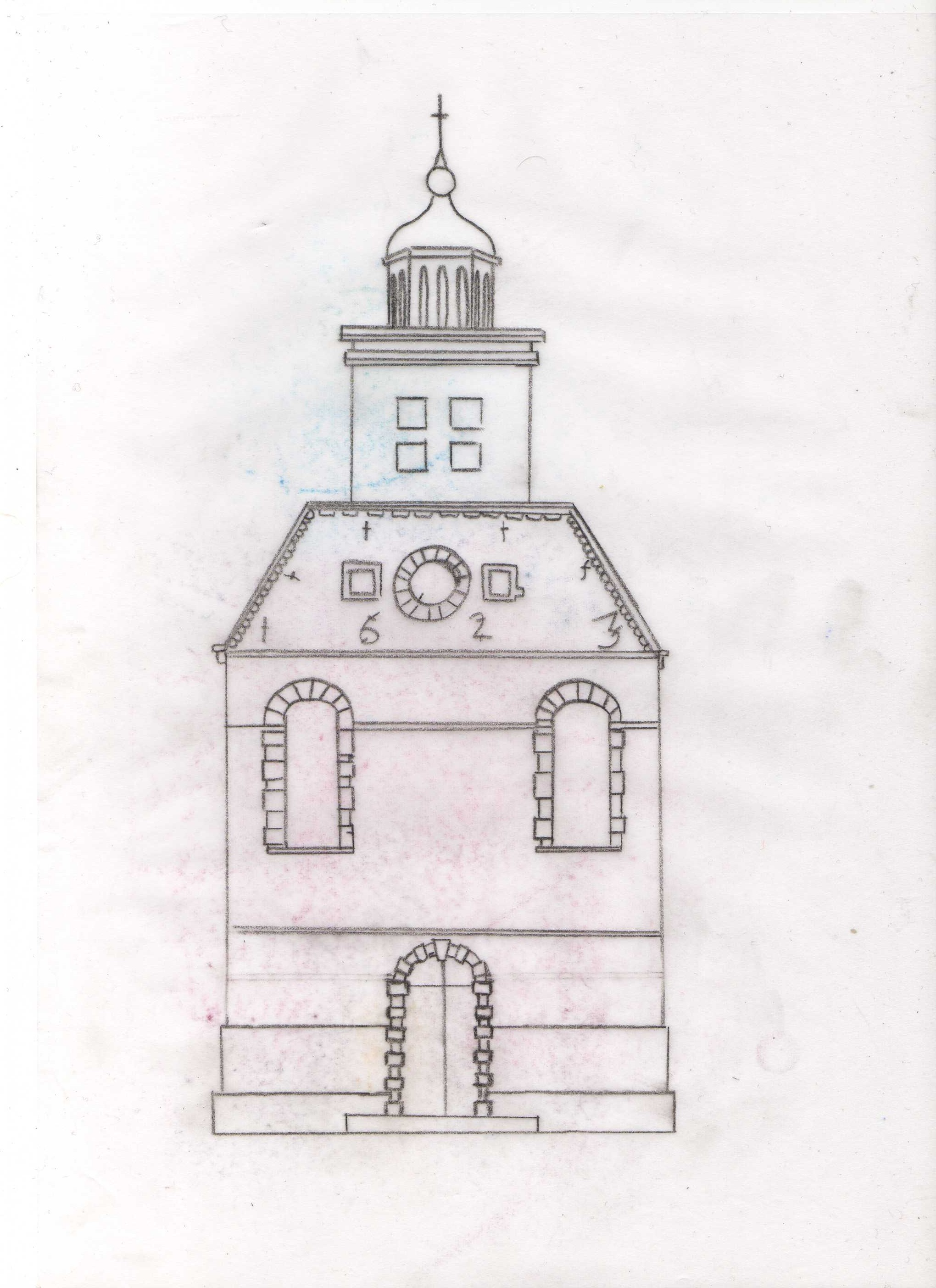
Façade principale de la chapelle Notre-Dame de Foy

L’élévation extérieure est composée de deux éléments distincts : la façade principale et les autres façades qui présentent, hormis de petites exceptions, des caractéristiques fort similaires. La jonction entre chaque façade est faite en pierre. C’est une chaine d’angle en besace dont les pierres ont des dimensions variables et dont l’organisation n’est pas homogène. Un soubassement appareillé en saillie (à deux niveaux en pierre) règne tout autour de l’édifice excepté en deux endroits où il est interrompu par les deux accès vers l'intérieur de la chapelle. La partie supérieure à ce soubassement, le niveau d’entablement, est essentiellement composée de brique. Deux bandes d’assise rétablissent la hauteur pour tout le bâtiment. Une première qui devait probablement rétablir la hauteur au-dessus du portail à près d’un quart du niveau d’entablement et la hauteur avant la construction des baies. La deuxième devait quant à elle rétablir la hauteur avant l’arc en anse de panier de toutes les fenêtres de l’édifice et se situe aux trois quarts du niveau d’entablement. Les baies percées dans celui-ci ont certaines caractéristiques en commun. Ce sont des fenêtres avec des arcs en anse de panier sur des montants chaînés.
La façade présente trois niveaux d’élévation : le soubassement appareillé, le niveau d’entablement en brique qui est rythmé par deux bandes de pierres d’assise (citées précédemment). Enfin, ce dernier est délimité de la partie précédente par une autre bande de pierre d’assise, le pignon à deux pans. Ce côté de l’édifice est percé d’un portail dont nous ignorons l’aspect primitif (probablement de réalisation similaire au travail des baies), de deux baies plus courtes qu’aujourd’hui, d’un oculus dans le pignon entouré de deux petites baies de forme carrée. Le pignon découvert  présente en sa partie supérieure sept ancres de diverses tailles et formes (droites ou en volute) et, en sa base, quatre ancres millésimant le bâtiment, « 1623 ».
Les deux murs latéraux (de près de 14 mètres de haut) présentent les mêmes caractéristiques tous deux, excepté en ce qui concerne la porte (côté nord-ouest) précédemment citée. Ils présentent deux niveaux : le soubassement et le niveau d’entablement en brique rythmé par deux bandes de pierre d’assise. Les deux premières fenêtres en partant de la façade principale sont de hauteur plus réduite que les quatre autres. Les fenêtres plus courtes devaient probablement être de la même hauteur que celles de la façade principale, soit quatre mètres de hauteur. Les autres baies font à peu près huit mètres de hauteur. À moins d’un mètre de chaque première fenêtre de ces façades latérales et également à moins d’un mètre de hauteur, une, au-dessus de chaque bande d’assise, deux ancres soutiennent la poussée qui s’exercent sur eux (de par l’étage intérieur et de par la tour avec le campanile).
Les cinq pans du chœur sont similaires. Chacun d’eux fait plus ou moins trois mètres de largeur. Une fenêtre similaire aux fenêtres plus hautes des façades latérales, est centrée dans chaque pan.
Le couvrement de la chapelle (toiture) ainsi que du campanile sont assurés par un toit en bâtière composé d’ardoises droites. Celui-ci présente un égout retroussé soutenu par une corniche de pierre en cavet sur corbeau en talon.

### Intérieur
L’élévation intérieure comporte un nombre différent de niveau pour chaque partie de l’édifice. Un niveau  cependant est commun à tout l’édifice : les combles. Ceux-ci sont délimités par la partie supérieure  du plafond à caissons qui est en fait un plafond suspendu à l’entrait des fermes composant la charpente de comble qui supporte le toit. 
Après la partie « narthex » don l'aspect est inconnu, viennent la nef et le chœur. Tous deux sont recouverts par un plafond à caissons dont les poutres sont sculptées. Le sol de toute la chapelle est recouvert d’un pavement de marbre (probablement en marbre de Rance). À l’époque, il est fort probable qu’il ait été uniquement composé de ce type de marbre. Le marbre noir semble être un ajout fait lors de travaux ultérieurs.
La nef possède un seul niveau d’élévation pour les murs latéraux sud-est et nord-ouest: un grand mur percé à intervalle régulier par les fenêtres. Les murs sont couverts probablement d’un enduit (aucune information n’est disponible sur la couleur que revêt les murs). Les murs latéraux sont recouverts (à partir du sol jusqu’à 2,50 mètres de hauteur de lambris en chêne interrompu uniquement au nord-ouest par l’accès présenté précédemment  et par des éléments du mobilier.  Le chœur possède un seul niveau d’élévation : un mur composé de 5 pans dont chacun est percé par une fenêtre. Cette partie de la chapelle est plus haute que la nef et est séparée de cette dernière par une marche. Les murs étaient très probablement recouverts d’un enduit, lui-même recouvert de peintures.
L’ornement connu de la chapelle pour cette époque est la bande qui fait le tour de la nef et du chœur qui probablement servait de frise, les plaques commémoratives (qui sont ajoutées sur les murs lors d’évènements particuliers, comme une visite importante ou la mort d’un personnage fortement liée à l’histoire de la chapelle tel que l’ermite), les éléments du « mobilier » (comme des statues posées sur des socles accolés au mur) ainsi que les peintures et le travail de l’encadrement de celles-ci composant le plafond à caissons.

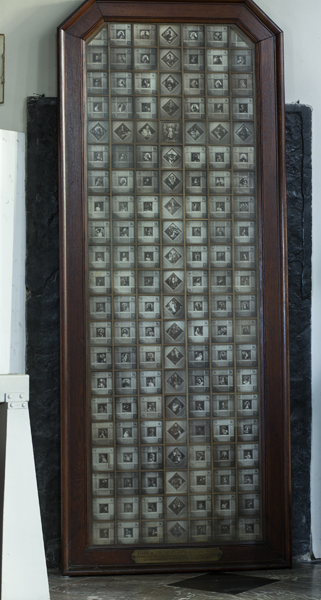
Plafond avec images
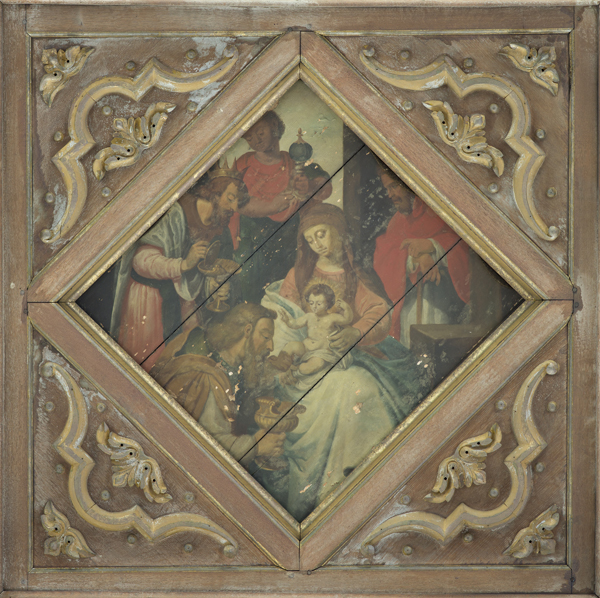
Le plafond, détail, peinture avec scène de nativité
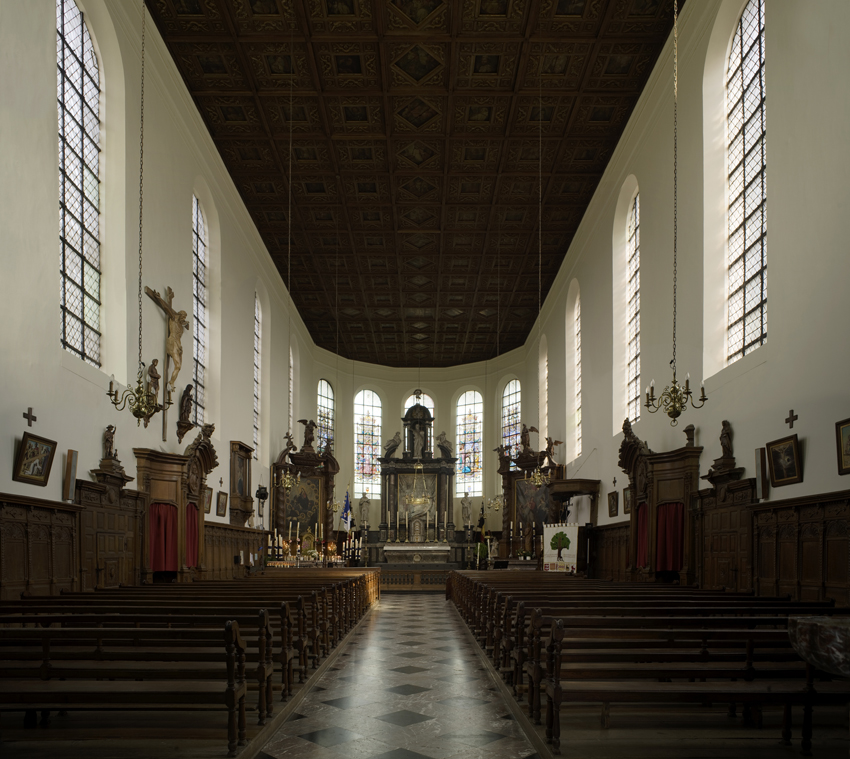
Intérieur
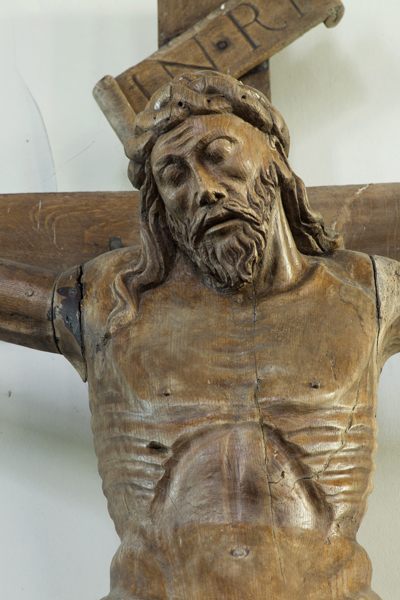
Crucifix en bois
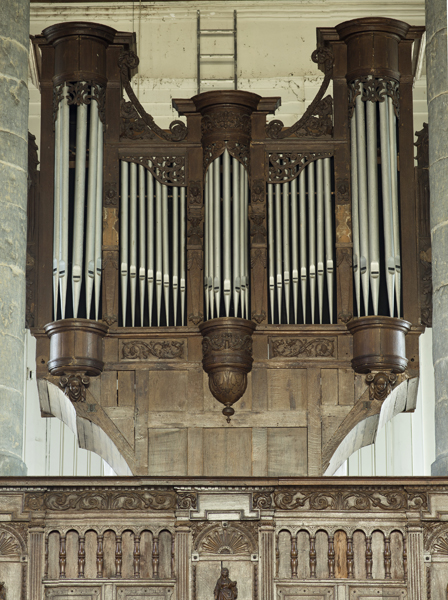
Orgue

## Style
Les styles attribués à la chapelle sont nombreux. Ils sont souvent donnés à la chapelle par une observation d’éléments particuliers de celle-ci et non sur base d’une observation de l’ensemble. 
La chapelle de Notre-Dame de Foy est unique en son genre et rompt avec la conception habituelle de bâtiment religieux de cette ampleur, c’est-à-dire l’église à trois nefs. Elle rompt aussi avec la conception de l’axe autant roman que gothique en adoptant un axe horizontal. Lors de l’élaboration de ce « manifeste de l’église tridentine », différents concepts architecturaux ont été utilisés. Ils résultent de l’esprit contre-réforme apportés par le Concile de Trente (1545-1563)  par l’intermédiaire des Jésuites et des « Instructions » laissées par Saint Charles Borromée (mort en 1584). Cependant, malgré l’adoption d’un « style » particulier, la manufacture trahit toujours sa nature régionale.
Au vu de la région dans laquelle elle se trouve, il est normal de vouloir rattacher la chapelle de Notre-Dame de Foy aux traditions et aux styles locaux et traditionnels. Celle-ci est donc parfois qualifiée de style mosan du XVIe siècle de par sa sobriété extérieure.
Le style le plus de fois attribué à cet édifice est le style « baroque ». Ce style réclame, selon Ch. Pacco, de larges baies aux vitrages transparents (cette conception du vitrage s’oppose à celle du Moyen Âge) pour mettre en valeur son décor typique (mise en avant de la lumière blanche). L’art baroque, toujours selon cet auteur, est caractérisé également par son lien avec la foi, les effets de mouvement, le dynamisme, le faste et le luxe. Mais dans nos régions, il est surtout la concrétisation des idées nouvelles et est fortement liée à la liturgie. Cependant, selon lui, ce style ne s’applique qu’au mobilier et au chœur. 
Un autre style est aussi attribué à la chapelle : le style renaissant. Selon Pacco Ch., c’est l’enveloppe décorative qui doit être qualifiée ainsi. Tandis que dans les Annales de la société archéologique de Namur, cet édifice est de « tradition humaniste de la Renaissance ».

## Vénération à l'étranger
- Au Québec : Le missionnaire jésuite Pierre Chaumonot, lorsqu’il construit (1669) une chapelle pour les Hurons qu’il évangélise en Nouvelle-France (Québec), la dédie à Notre-Dame de Foy : la statuette que lui a envoyée le père de Véroncourt y est mise en honneur. Tout un bourg se développera et deviendra la ville de Sainte-Foy[6]. La statuette est visible au musée des premières nations à Wendake.
- À Auriesville (États-Unis) : vénérée depuis 1675 par les Mohawks. Aujourd'hui le culte revit sous le nom de Notre-Dame des martyrs.
- Dans les réductions du Paraguay : La dévotion y est introduite en 1640 par les pères Pierre de la Marcq et Nicolas du Toict, missionnaires des Pays-Bas méridionaux qui ont emporté avec eux une représentation de Notre-Dame de Foy. La Réduction est baptisée Santa Maria de Fe. Après le départ des Jésuites elle s'est transformée en ville : Santa-Maria de Fe.
- Dans le village des Vosges près de Vittel, Girovillers-sous-Montfort (Domjulien), une chapelle où se trouve un reliquaire est aussi célébré chaque année le 2 juillet, fête de la Visitation, la vierge de Notre Dame de Foy[7],[8].

## Aujourd’hui
La saison des pèlerinages s’étend de mai à octobre, les deux mois mariaux. Tous les sept ans un groupe de pèlerins de Rochefort marche de leur ville à Foy, habillés en costumes d’époque (XVIIe siècle). 
Le pèlerinage annuel à Foy-Notre-Dame, au départ de Rochefort est repris parmi les chefs-d'œuvre du Patrimoine oral et immatériel de la Fédération Wallonie-Bruxelles depuis 2023.

## Patrimoine religieux et artistique

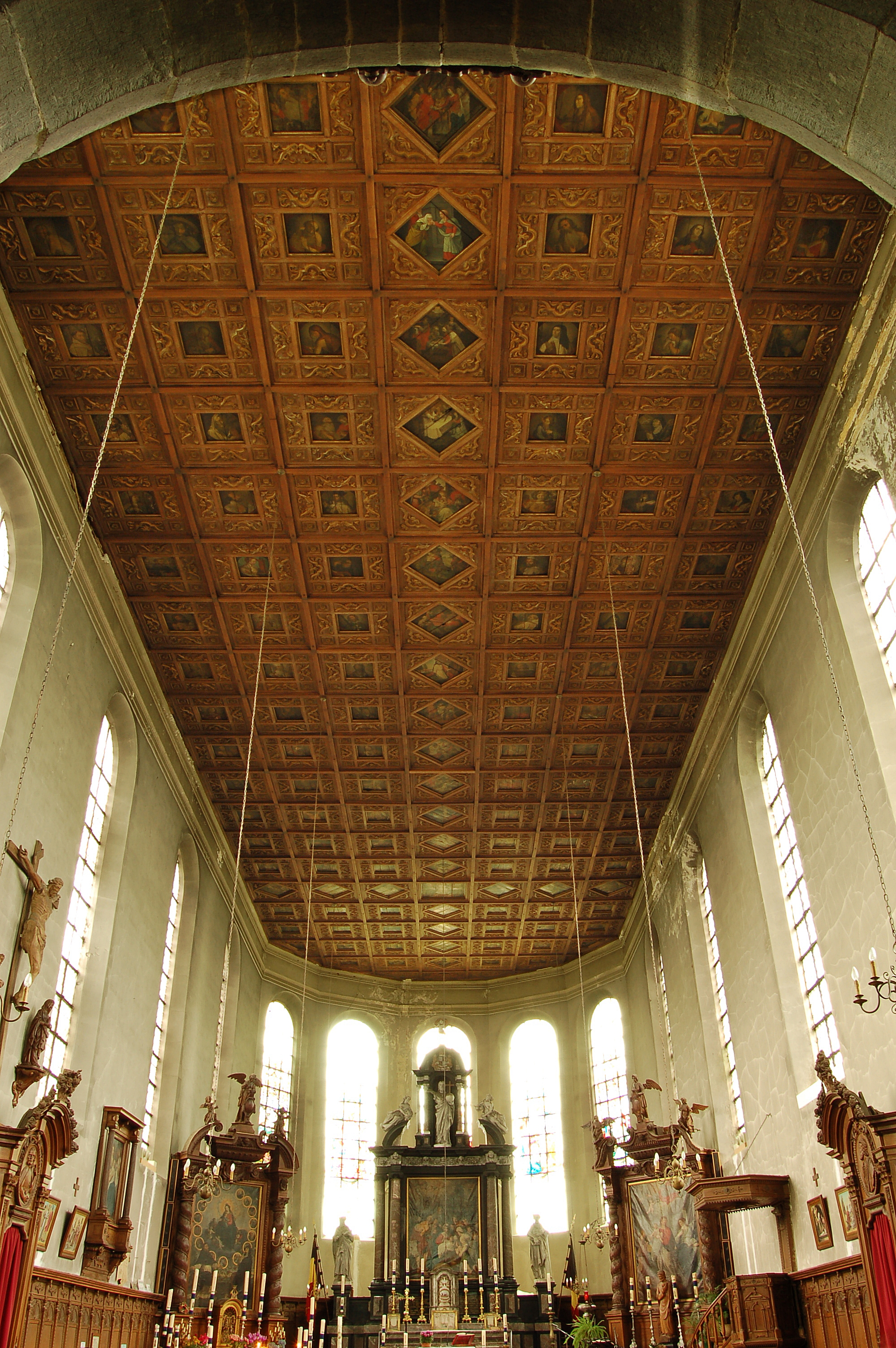
Le plafond de l’église.

- L'église, de style baroque mosan, est d’apparence modeste : un simple bâtiment rectangulaire. Une nef sans bas-côtés est prolongée d’un chœur dont elle est à peine distincte (sans transept). De nombreuses et grandes baies vitrées, sans vitraux, donnent une grande lumière.
- Le plafond est remarquable. Il est plat et composé de 21 rangées de 7 caissons (5 caissons sur la dernière rangée, au fond du chœur). Chaque caisson en bois de chêne comprend une peinture représentant, les évangélistes, des docteurs de l’Église et divers saints et bienheureux de l’Église. La rangée centrale transversale forme avec la quatrième rangée une croix latine : les cadres de peinture, en losange, y sont plus larges, soulignant l’importance donnée aux mystères de la vie de la Vierge Marie et aux dogmes mariaux qui y sont représentés.
- Le maître autel est surmonté d’un tableau représentant la naissance de Jésus, œuvre du peintre liégeois François Walschartz (1597-1678) disciple de Rubens.
- La statuette Notre-Dame de Foy — à peine 22 centimètres — se trouve sur la prédelle de l’autel de gauche. À gauche de cet autel se trouve le tableau offert par les Archiducs Albert et Isabelle en 1619 : une Vierge à l’enfant, avec Jean-Baptiste et sa mère sainte Élisabeth.